# Oô
Oô (in occitano Òu) è un comune francese di 110 abitanti situato nel dipartimento dell'Alta Garonna nella regione dell'Occitania.
Gli abitanti di Oô si chiamano Onésiens.
Il villaggio confina con la Spagna.

## Geografia fisica
Il comune di Oô è situato nel cuore dei Pirenei sul torrente Neste d'Oô a 56 km a sud-ovest di Saint-Gaudens.

## Società

### Evoluzione demografica
Abitanti censiti

## Luoghi e Monumenti
- Chiesa romanica di Saint-Jacques del XII secolo;
- Lago d'Oô e numerose passeggiate sui monti circostanti;
- Val d'Esquierry: giardino botanico.

## Altri progetti

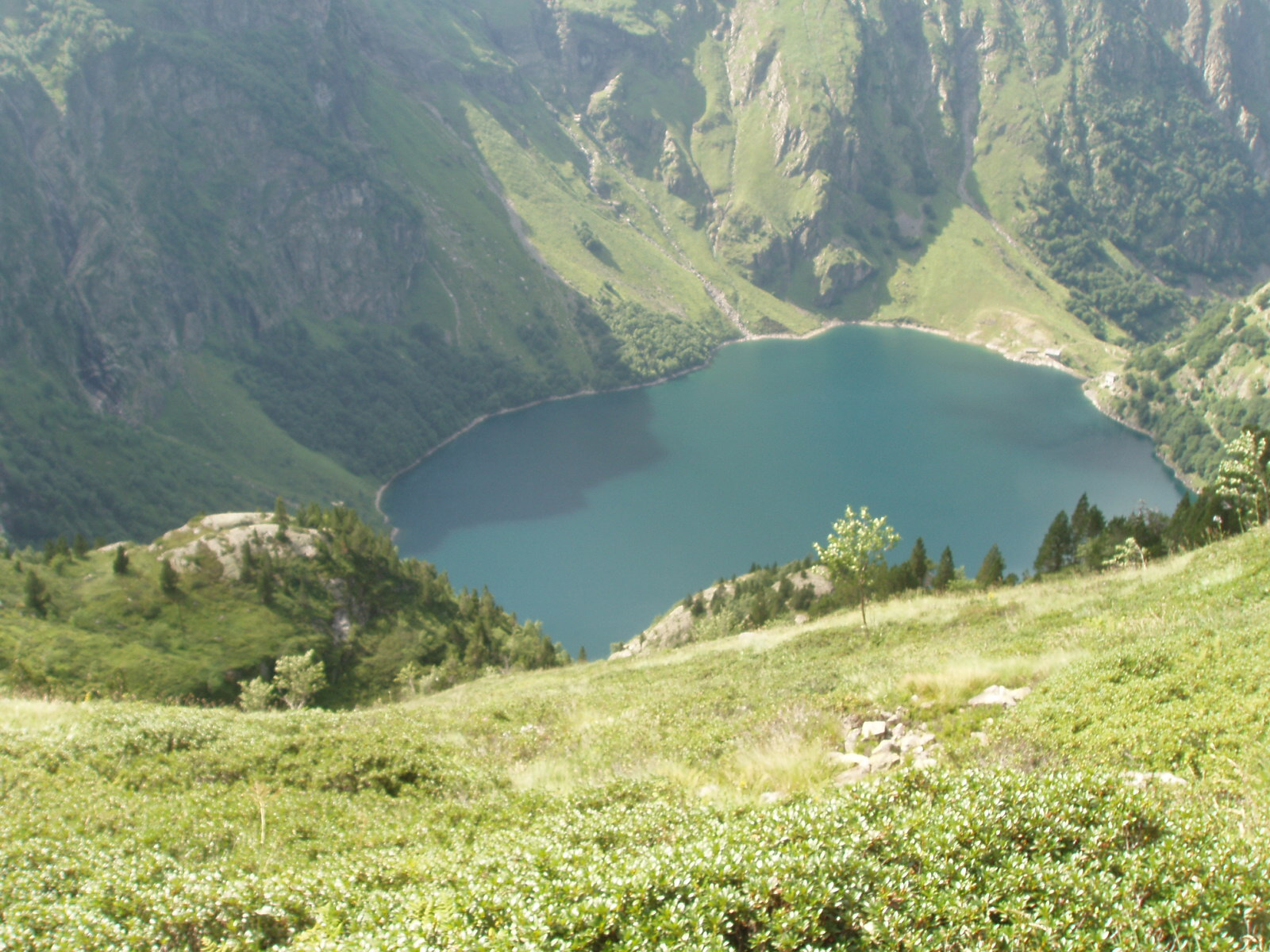
Lago di Oô

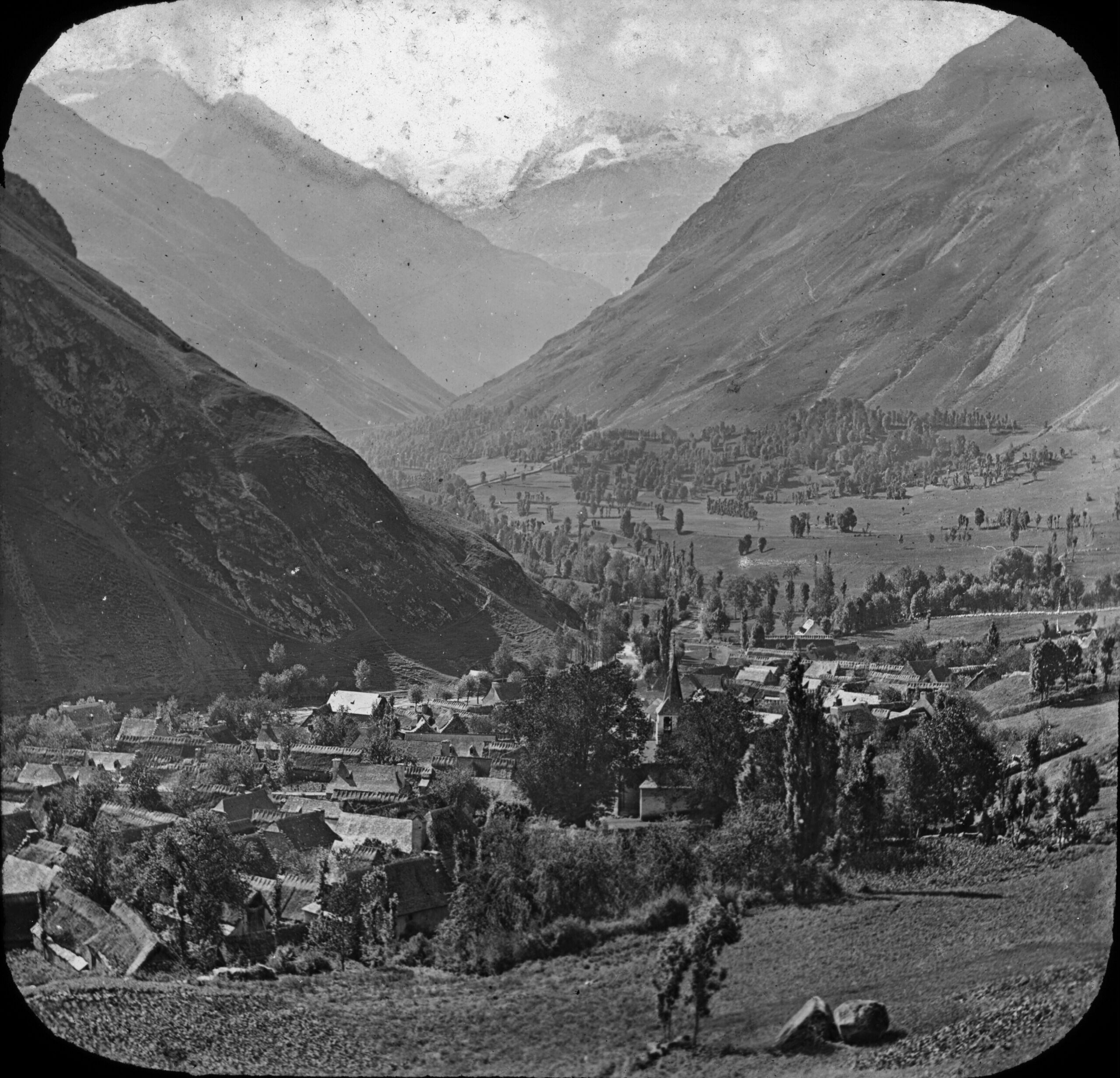
Il villaggio di Oô nel 1941